# Veia frênica inferior
As veias frênicas inferiores seguem a trajetória das artérias frênicas inferiores; a direita termina na veia cava inferior; a esquerda é frequentemente representada por dois ramos, um deles terminando na veia renal esquerda ou veia suprarrenal, enquanto o outro passa em frente ao hiato esofágico no diafragma e se abre na veia cava inferior.